# Hermanellopsis incertans
Hermanellopsis incertans är en dagsländeart som först beskrevs av Spieth 1943.  Hermanellopsis incertans ingår i släktet Hermanellopsis och familjen starrdagsländor. Inga underarter finns listade i Catalogue of Life.